# 蒋庄
蒋庄位于中国浙江省杭州市西湖区花港观鱼公园东大门南侧，最初为清末无锡人廉惠卿所建别墅，名为“小万柳堂”，俗称廉庄，宣统年间归南京人蒋苏庵，改建后易名为“兰陔别墅”，俗称蒋庄，1950年4月学者马一浮移居于此，今辟为马一浮纪念馆。
蒋庄占地面积3168平方米，建筑面积1295平方米，自与苏堤连接的长桥而入，主要建筑有主楼、西楼、东楼和寂照亭等，其中主楼为中西合璧的两层楼房，与西楼相接，建于1901年，面阔三间，四周设回廊，单檐歇山顶。东楼建于1923年，面阔两间，正面重檐，南北观音斗式山墙。